# Myrmecodia
Myrmecodia är ett tropiskt växtsläkte av familjen krappväxter med 18 arter i Ostasien, på Moluckerna, Nya Guinea och i Nordaustralien.
Liksom det närstående släktet Hydnophytum, som innefattar 30 arter i Ostasien, på Nya Guinea och Fidjiöarna är arterna av Myrmecodia epifytiska halvbuskar med läderartade eller köttiga blad och stor, uppsvälld stamknöl, vilken, hos det förra släktet glatt, hos det senare vårtig och taggig av metamorfoserande rötter, är genomdragen av talrika, anastomoserande gångar, gallerier, bebodda av myror.